# Smaragdina aurita
Smaragdina aurita är en skalbaggsart som först beskrevs av Carl von Linné 1767.  Smaragdina aurita ingår i släktet Smaragdina, och familjen bladbaggar. Enligt den svenska rödlistan är arten nationellt utdöd i Sverige. . Arten har tidigare förekommit i Götaland men är numera lokalt utdöd. Artens livsmiljö är skogslandskap, jordbrukslandskap.

## Bildgalleri

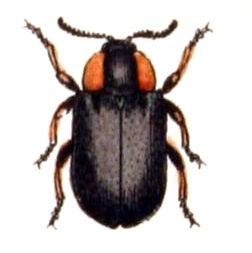